# Předčice
Předčice jsou malá vesnice, část města Týn nad Vltavou v okrese České Budějovice v Jihočeském kraji. Nachází se asi 2,5 kilometru východně od Týna nad Vltavou. Předčice jsou také název katastrálního území o rozloze 3,17 km².

## Historie
První písemná zmínka o vesnici pochází z roku 1379.

## Obyvatelstvo
| Rok            | 1869 | 1880 | 1890 | 1900 | 1910 | 1921 | 1930 | 1950 | 1961 | 1970 | 1980 | 1991 | 2001 | 2011 | 2021 |
| -------------- | ---- | ---- | ---- | ---- | ---- | ---- | ---- | ---- | ---- | ---- | ---- | ---- | ---- | ---- | ---- |
| Počet obyvatel | 152  | 156  | 151  | 134  | 139  | 140  | 127  | 101  | 118  | 89   | 80   | 63   | 67   | 67   | 74   |
| Počet domů     | 24   | 24   | 24   | 24   | 25   | 25   | 25   | 27   | 27   | 26   | 23   | 26   | 28   | 28   | 32   |

## Obecní správa
Při sčítání lidu v letech 1850–1924 Předčice byly osadou obce Dobšice v okrese Týn nad Vltavou. V letech 1924–1943 byly samostatnou obcí v okrese Týn nad Vltavou. V letech 1943–1945 byly znovu osadou obce Dobšice, ale v letech 1945–1964 byly uváděny znovu jako obec, se kterým patřily nejprve do okresu Týn nad Vltavou, ale od roku 1960 v okrese České Budějovice. Od 14. června 1964 do 31. prosince 1975 byly znovu částí obce Dobšice v okrese České Budějovice. Od 1. ledna 1976 jsou částí města Týn nad Vltavou v okrese České Budějovice. Poté se Dobšice opět osamostatnily, ale Předčice již zůstaly součástí Týna nad Vltavou.

## Galerie

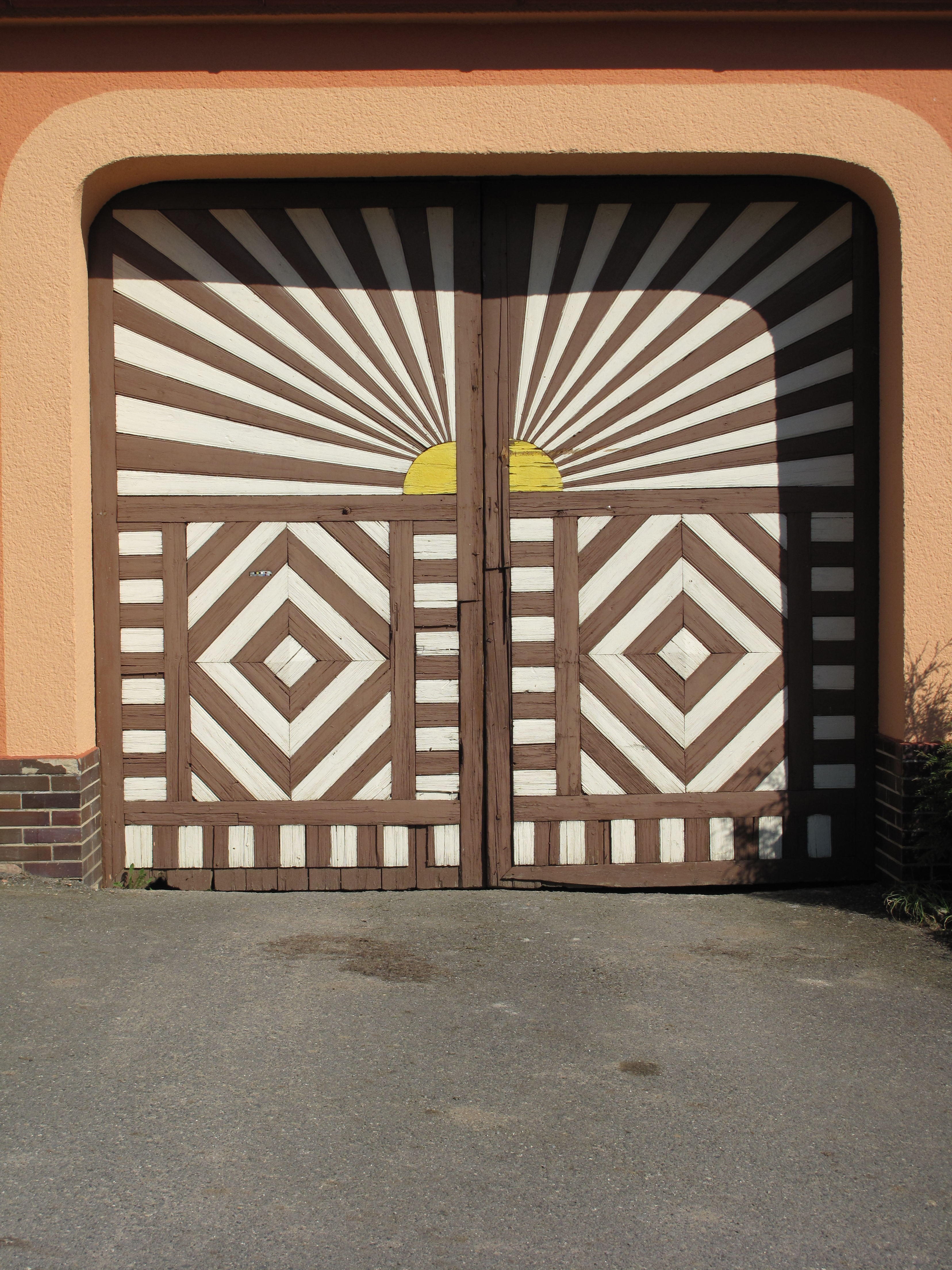
Dřevěná vrata
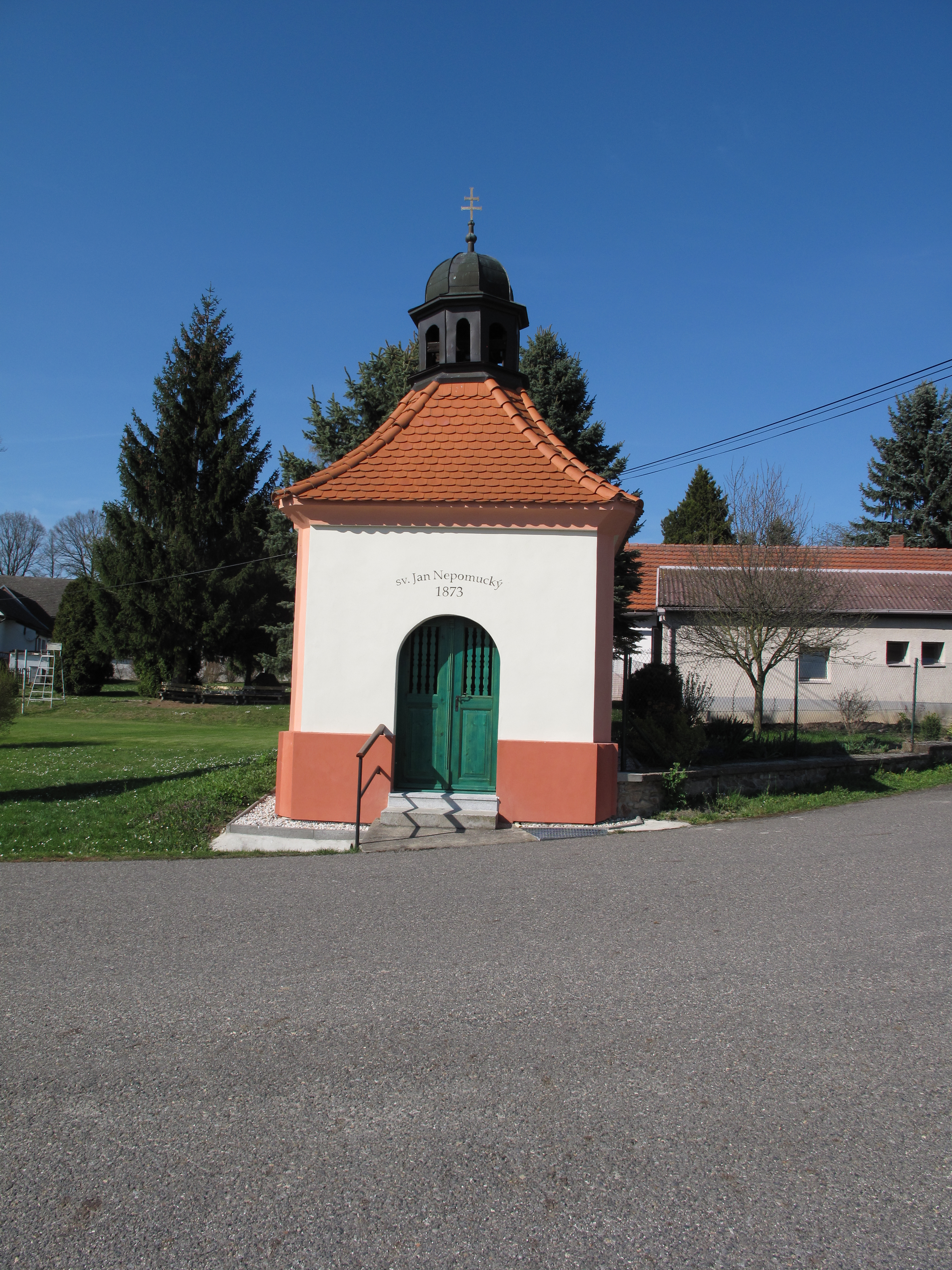
Kaplička
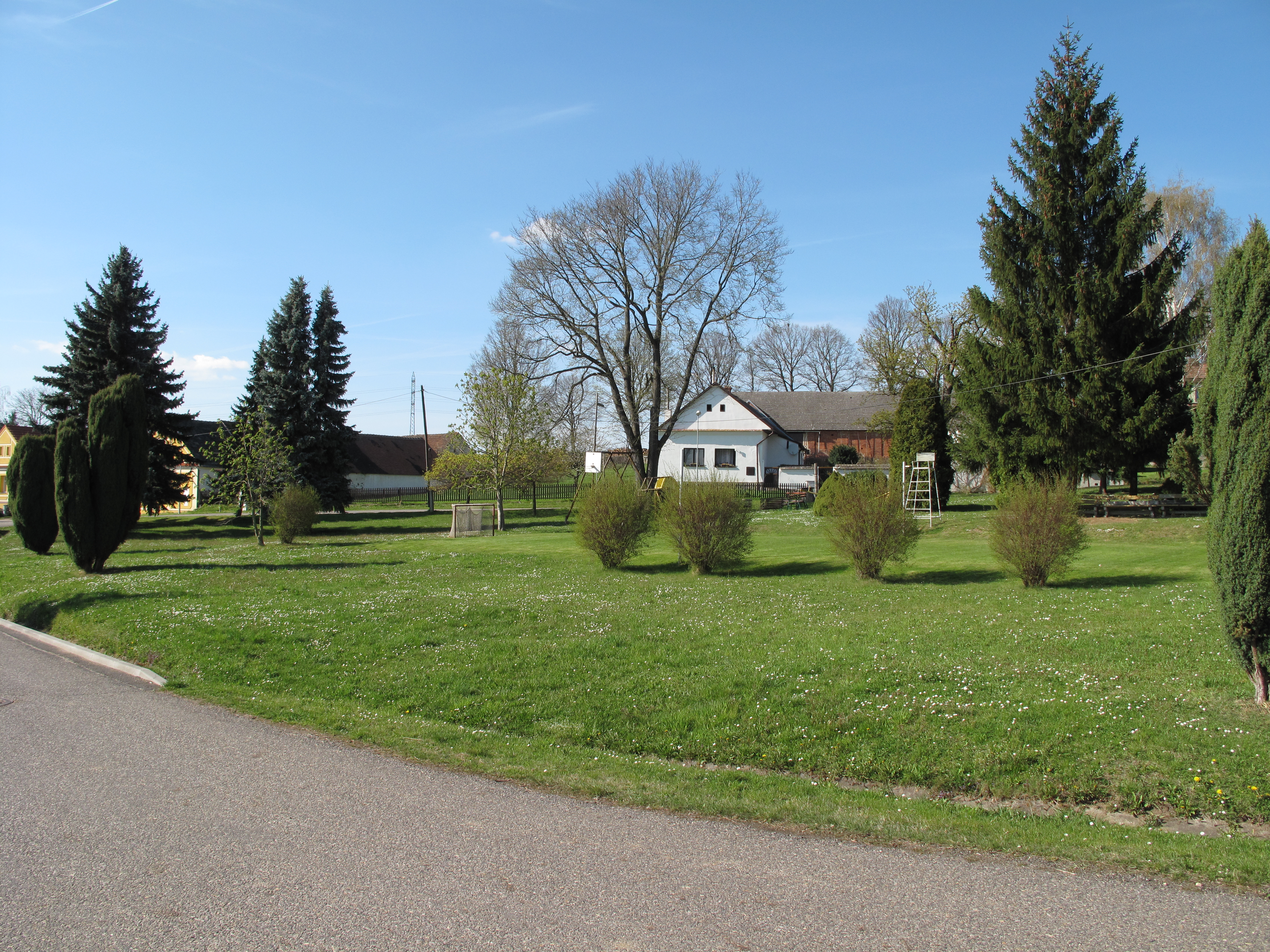
Hřiště
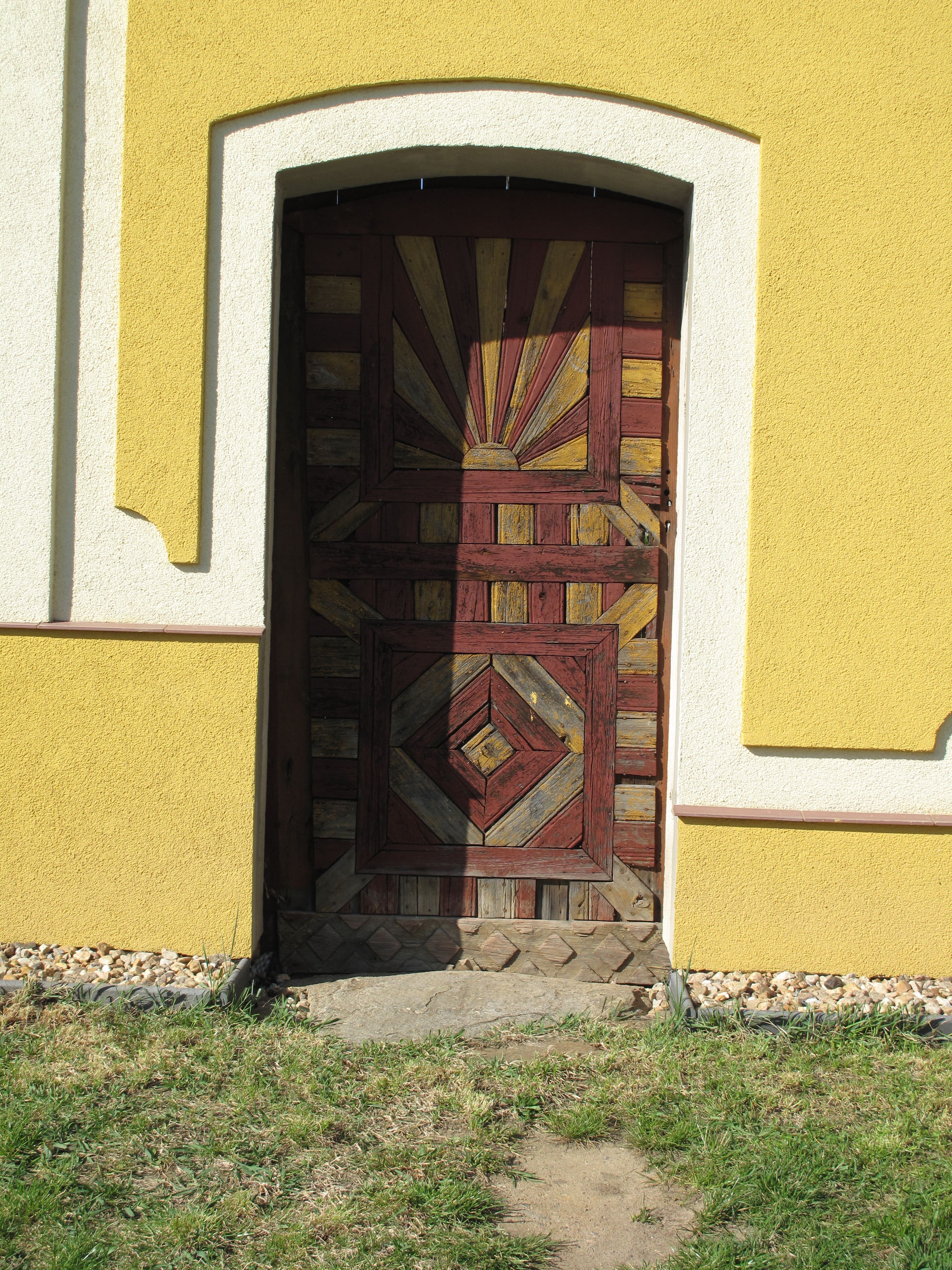
Dveře